# Gordon Jacob
Gordon Jacob (5 de julho de 1895 - 8 de junho 1984)

## Vida
Compositor inglês. Durante a Primeira Grande Guerra Mundial foi preso e foi designado como líder da banda. Este fato permitiu que tivesse grande conhecimento dos instrumentos de sopro. Jacob foi aluno de Vaughan Williams, mas seu estilo é mais direto que o estilo pastoral de seu professor. O estilo conservador de Jacob fez com que sua música fosse criticada durante os anos 1960. Hoje em dia ele é mais conhecido por sua música para instrumentos de sopro. 
Ele também foi professor de orquestração e tem um livro sobre o assunto.

## Música para oboé
Gordon Jacob possui diversas obras para oboé e, curiosamente, em diversos níveis de dificuldade. Os Dez pequenos estudos, para oboé e piano, 
peças destinadas a estudantes iniciantes. Os 4 Intermezzi, também para oboé e piano, tem nível intermediário. A Sonatina para oboé e cravo é uma 
das mais interessantes obras do compositor. A Sonata para oboé e piano merece mais atenção dos oboístas. O quarteto para oboé e cordas, escrito para Leon Goossens, foi escrita para ser uma obra espelho do Quarteto de Mozart. As 7 Bagatelas para oboé solo são miniaturas que exploram diversas aspectos do oboé. Jacob possui ainda 2 concertos para oboé e orquestra.
O "Ten litle studies" podem ser divididos em duas partes, os 5 primeiros são ligeiramente mais fáceis que os 5 últimos. Estas são excelentes peças para o estudo de estilo.  

## Lista de obras
- Concerto for Viola and Orchestra (1925)
- Concerto for Piano and Strings (1927)
- An Original Suite for Military Band (1928)
- Symphony No. 1 (1928–9)
- Concerto for Oboe and Strings (1933)
- Suite No. 1 on F (1939)
- Clarinet Quintet (1940)
- Symphony no. 2 (1943–4)
- Concerto for Bassoon, Strings, and Percussion (1947)
- Concerto for Horn and Strings (1951)
- Sextet for piano and winds, "In memoriam Aubrey Brain"
- Concerto for Violin and Strings (1954)
- Concerto for Cello and Strings (1955)
- Prelude and Toccata (1955), orchestra
- Concerto for Trombone and Orchestra (1956)
- Piano Trio (1956)
- Oboe Concerto No. 2 (1956)
- Suite for Bassoon and String Quartet (1968) for William Waterhouse
- Partita for Bassoon (1970) for William Waterhouse
- Introduction and Rondo (1972), clarinet choir
- Suite for Tuba and Strings (1972)
- Variations on a Dorian Theme (1972)
- Five Pieces for Clarinet (Unaccompanied) (1973)
- Fantasia for Euphonium and Wind Band (1974)
- Sonata for Viola and Piano (1978)
- Viola Concerto No. 2 (1979)([1])

## Livros
- Orchestral Technique (1931)
- How to Read a Score (1944)
- The Composer and his Art (1955)
- The Elements of Orchestration (1962)